# Herrhammer
Herrhammer GmbH Spezialmaschinen est une entreprise allemande spécialisée dans l'automation, notamment les solutions pour les machines de fabrication de bougies.

## Histoire
Alfred Herrhammer fonde la société Maschinen- und Apparatebau Alfred Herrhammer en 1948 à Winterhausen am Main, dans l'achat, la révision et la revente principalement de machines-outils endommagées auprès de grandes entreprises. Au printemps 1950, la société Wachs Schenk de Wurtzbourg charge M. Herrhammer de construire une machine pour fraiser les têtes de bougie. Cette activité marque le début de l'alignement ultérieur de la gamme de produits jusqu'à l'ère moderne.
En 1972, le fils Peter Herrhammer rejoint l'entreprise et apporte une contribution significative au renouvellement et à la modernisation de la gamme de produits. Il renforce les activités internationales, qui représentent désormais environ 75%.
Jochen Herrhammer, le petit-fils du fondateur de l'entreprise, reprend la direction de l'entreprise avec son père après avoir étudié le génie mécanique. Jusqu'à sa mort en 2004, il améliore les processus internes de l'entreprise et crée une structure organisationnelle informatisée.
Après deux déménagements, d'abord à Ochsenfurt, puis dans le quartier de Hohestadt à Ochsenfurt, Herrhammer GmbH Spezialmaschinen et sa filiale Kürschner Maschinen-Service GmbH a deux sites de production en Allemagne et un bureau de service en Chine.

## Source de la traduction
- (de) Cet article est partiellement ou en totalité issu de l’article de Wikipédia en allemand intitulé « Herrhammer » (voir la liste des auteurs).